# 鋼綫灣

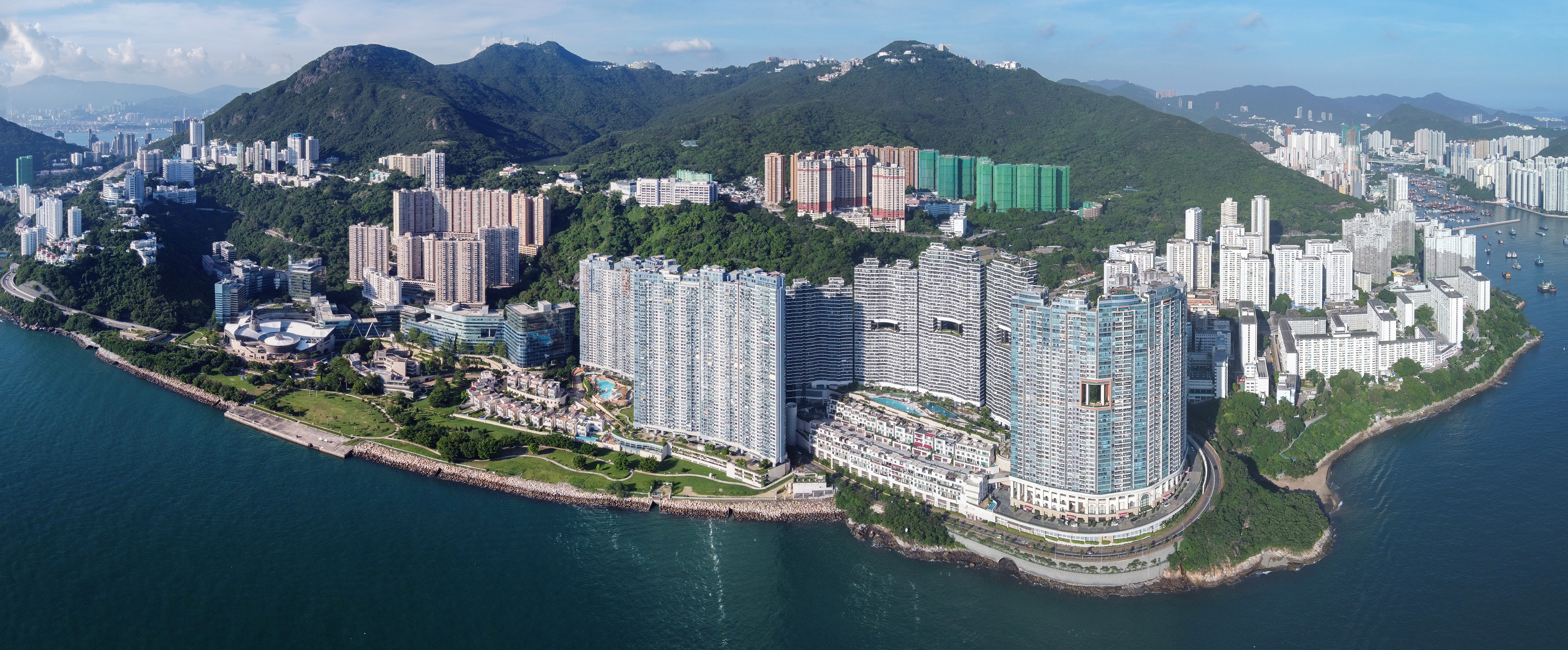
航拍鋼綫灣

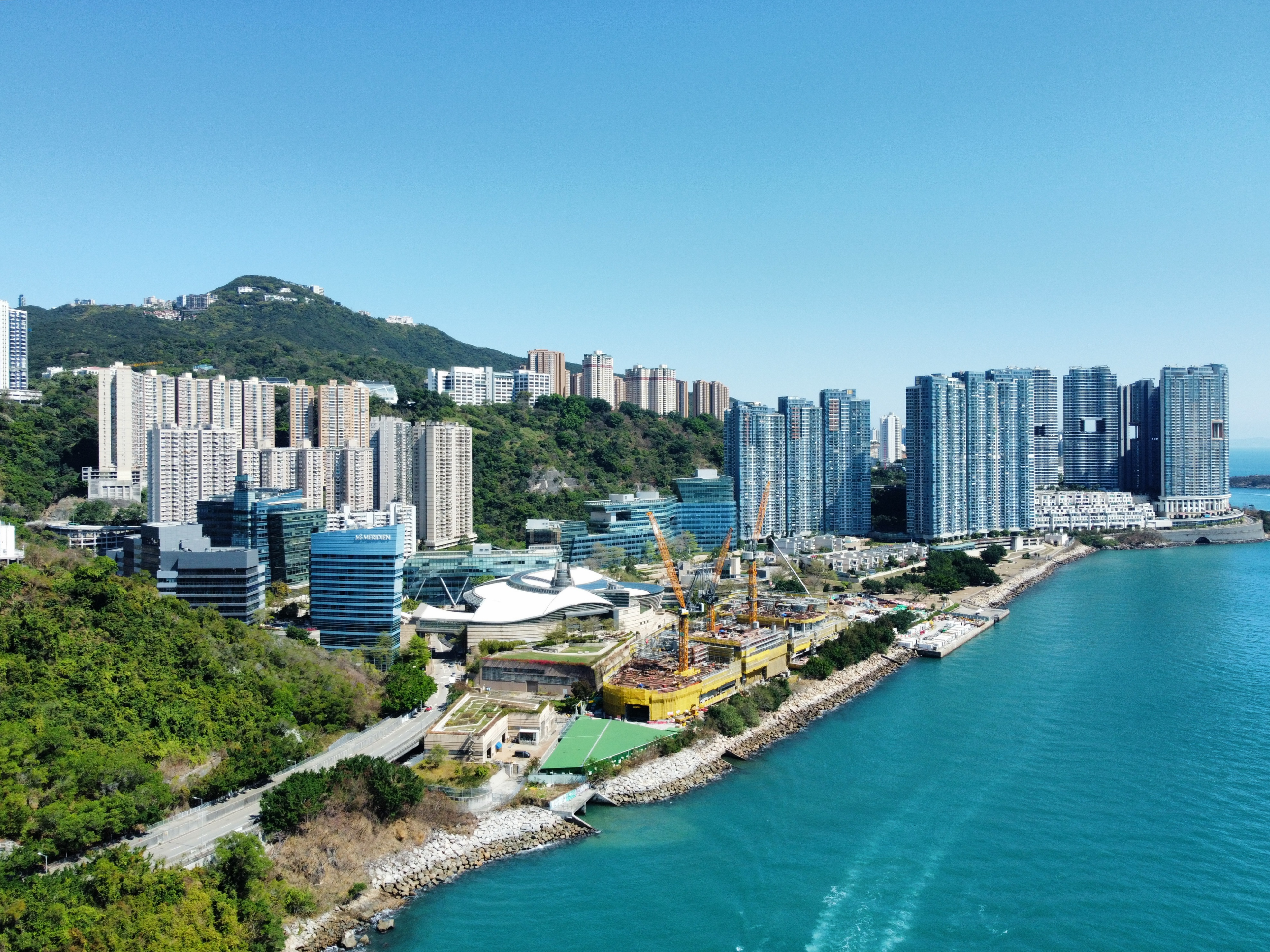
鋼綫灣西側角度

位於山腰的鋼線灣抽水站

鋼綫灣（英文：Telegraph Bay）位於香港南區沙灣東南方及瀑布灣西北方，現已填海成為數碼港。
鋼綫灣舊稱大河灣或大口灣，至少到1940年代仍然如此，但現時開叉灣一帶有多項以大口灣（大口環）命名的設施。

## 歷史
鋼綫灣原址有客家村落鋼綫灣村，原名大口環村，建村於19世紀。鋼綫灣村位於山谷內，村舍建於一條由西高山流出大海的山坑兩旁。20世紀後，村民大多以養豬為生，村中建有不少豬舍，1952年養豬合作社成立。鋼綫灣村亦設有居民互助委員會，1959年互委會會所落成。1988年，鋼綫灣村建有寮屋587間，住有1056人。1999年至2002年，鋼綫灣村分階段清拆，原址於2007年建成弘立書院新校舍，位於山谷深處仍然遺留少量鋼綫灣村村舍的遺跡。
1871年開始，英國大東電報局於鋼綫灣鋪設電報電纜連接香港與外地，鋼綫灣因而得名。1880年法國傳道會神父在此處首次發現洋紫荊，並於1908年證實為全新品種，更於1965年起成為香港市花。1930年代英軍於鋼綫灣沿岸興建機槍堡及防禦工事，惜於香港保衛戰中毫無用武之地。
1970年代後期，新世界發展獲批於鋼綫灣臨海山腰興建大型私人屋苑碧瑤灣。1980年代初，香港政府於鋼綫灣展開填海工程，當中沙石來自同期施工的利東邨地盤平整工程。原計劃用作發展七號幹線的新填築土地曾丟空十多年，直至1990年代尾至2000年代初才用作興建數碼港及私人屋苑貝沙灣。

## 物業發展
- 碧瑤灣
- 數碼港
- 數碼港艾美酒店
- 貝沙灣

## 社區設施
- 數碼港公園

## 教育

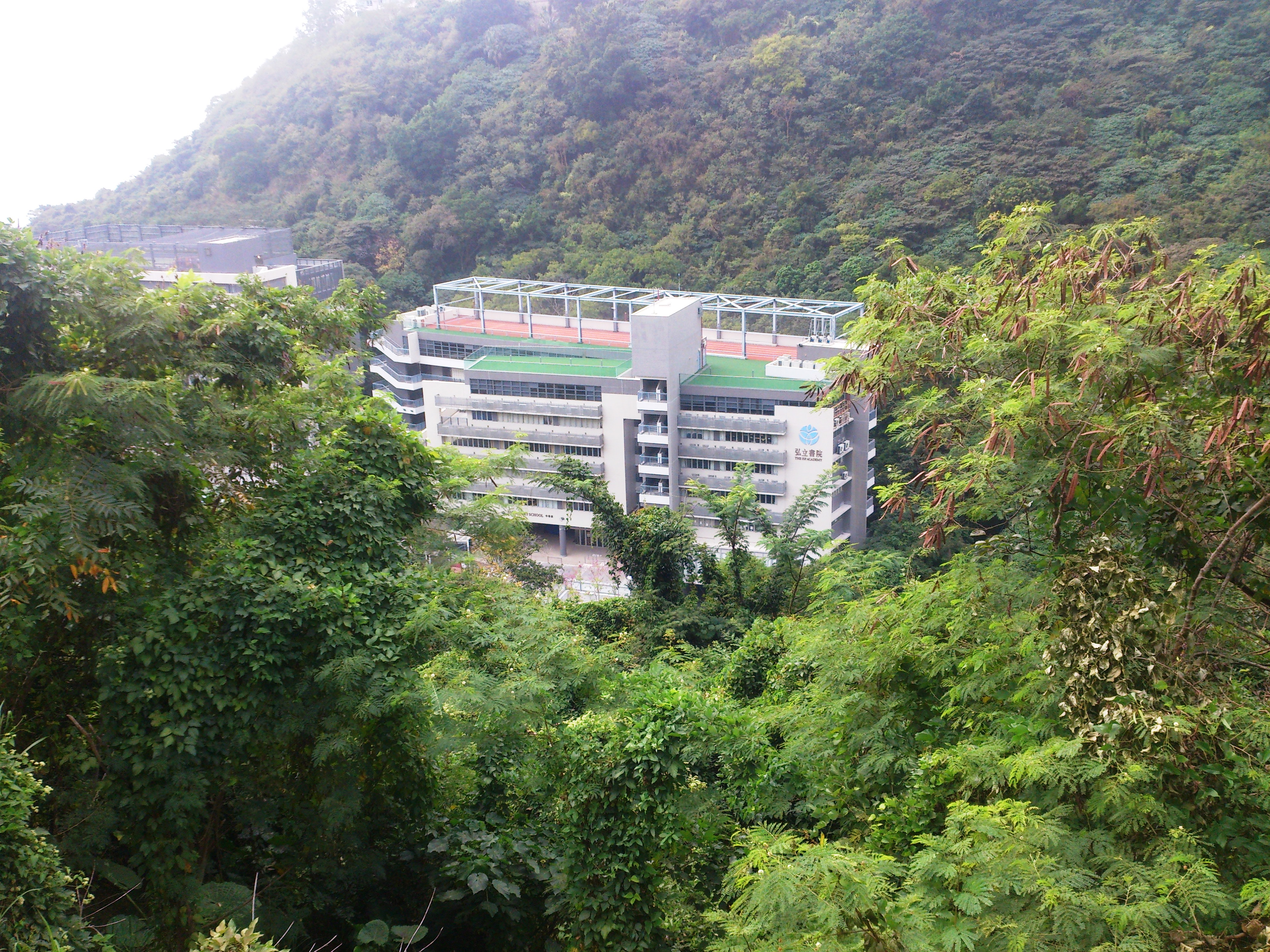
弘立書院

- 弘立書院

## 交通
- 數碼港公共運輸交匯處

### 主要交通幹道
- 域多利道
- 數碼港道
- 資訊道
- 鋼綫灣道

## 區議會議席分佈
為方便比較，以下列表以域多利道由摩星嶺道、域多利道交界至域多利道、數碼港道交界為範圍。
| 年度/範圍                                                | 2000-2003  | 2004-2007  | 2008-2011  | 2012-2015  | 2016-2019  | 2020-2023  |
| -------------------------------------------------------- | ---------- | ---------- | ---------- | ---------- | ---------- | ---------- |
| 域多利道由摩星嶺道、域多利道交界至域多利道、數碼港道交界 | 薄扶林選區 | 薄扶林選區 | 薄扶林選區 | 薄扶林選區 | 薄扶林選區 | 薄扶林選區 |
| 沙宣道、大口環道、沙灣道、數碼港道沿線                   | 薄扶林選區 | 薄扶林選區 | 薄扶林選區 | 薄扶林選區 | 薄扶林選區 | 薄扶林選區 |

## 參看
- 南區
- 沙灣